# 納吉·亞當
納吉·亞當（匈牙利語：Nagy Ádám，1995年6月17日—）是一名匈牙利職業足球運動員，在場上的位置是中場。現效力於意乙球隊比薩，曾效力費倫斯華路士體育會，匈牙利國家足球隊成員，並且入選了匈牙利2016年歐洲國家盃參賽名單。

## 國家隊生涯
2021年6月1日，納吉被列入最終26人大名單，代表匈牙利參加2020年歐洲國家盃。

## 榮譽

### 俱樂部
費倫斯華路士
- 匈牙利足球甲级联赛冠軍：2015-16賽季
- 匈牙利盃冠軍：2014-15、2015-16賽季
- 匈牙利聯賽盃冠軍：2014-15賽季
- 匈牙利超級盃冠軍：2015年

## 外部連結
- Soccerway資料庫：納吉·亞當